# Abdullah Namat
Abdullah Namat (Penang, 30 marzo 1946 – Taiping, 17 dicembre 2020) è stato un calciatore malaysiano, di ruolo difensore.

## Carriera

### Club
Ha giocato nel Penang.

### Nazionale
Ha partecipato con la nazionale malaysiana alle olimpiadi di Monaco di Baviera 1972. Nel 1974 ha giocato con la Nazionale maggiore.